# Lijst van rivieren in Gambia
Dit is een lijst van rivieren in Gambia. De rivieren in deze lijst zijn geordend naar drainagebekken en de opeenvolgende zijrivieren zijn ingesprongen weergegeven onder de naam van elke hoofdrivier.

## Atlantische Oceaan
- Massarinko Bolon
  - Niji Bolon
- Gambia
  - Buniadu Bolon
  - Lamin Bolon
  - Mandina Bolon
  - Pirang Bolon
  - Bulok Bolon
  - Sami Bolon
  - Bintang Bolon
  - Jurunku Bolon
  - Koular Bolon (Mini Minium Bolon)
  - Boa Bolon
  - Sofaniama Bolon
  - Simbara Bolon
  - Nianija Bolon
  - Pallan Bolon
  - Pachar Bolon
  - Sandougou
  - Punti Bolon
  - Mansala Bolon
  - Sankutu Bolon
  - Tuba Kuta Bolon
  - Prufu Bolon
    - Kumbija Bolon

  - Shima Simong Bolon
  - Sine Bolon
- Oyster Creek
- Cape Creek
- Kotu
- Tanji
- Tujering
- Benifet
- Allaheinr